# Durand (Míchigan)
Durand es una ciudad ubicada en el condado de Shiawassee en el estado estadounidense de Míchigan. En el Censo de 2010 tenía una población de 3446 habitantes y una densidad poblacional de 631,47 personas por km².

## Geografía
Durand se encuentra ubicada en las coordenadas 42°54′51″N 83°59′19″O / 42.91417, -83.98861. Según la Oficina del Censo de los Estados Unidos, Durand tiene una superficie total de 5.46 km², de la cual 5.45 km² corresponden a tierra firme y (0.14%) 0.01 km² es agua.

## Demografía
Según el censo de 2010, había 3446 personas residiendo en Durand. La densidad de población era de 631,47 hab./km². De los 3446 habitantes, Durand estaba compuesto por el 96.31% blancos, el 0.55% eran afroamericanos, el 1.04% eran amerindios, el 0.15% eran asiáticos, el 0% eran isleños del Pacífico, el 0.49% eran de otras razas y el 1.45% pertenecían a dos o más razas. Del total de la población el 2.87% eran hispanos o latinos de cualquier raza.